# Carlos Alberto Fernández (pintor)
Carlos Fernández (La Habana, Cuba; 9 de abril de 1967) es un artista plástico contemporáneo.  

## Biografía
Carlos Alberto Fernández Arroyo nació el 9 de abril de 1967 en Playa, La Habana, Cuba. Cursó la enseñanza media (1978-1984) en la Escuela Vocacional V.I.L. donde despertó su interés por la pintura en el taller de artes plásticas. En 1989 se graduó del Instituto Superior de Diseño Industrial y comenzó a enfocarse en su carrera artística. Completó su formación en la Academia Nacional de Bellas Artes San Alejandro, de la que se graduó en 1994. Su obra está centrada principalmente en la pintura pero también ha realizado grabados, esculturas e intervenciones del paisaje urbano. Desde el año 2005 reside y trabaja en La Florida, Estados Unidos.

## Obra
La temática central en la obra de Fernández ha sido la comunicación con la naturaleza. Al comienzo de su carrera, en 1999, obtuvo Mención Especial en el concurso Pintando por la Paz, auspiciado por la Comisión Cubana de la Unesco.

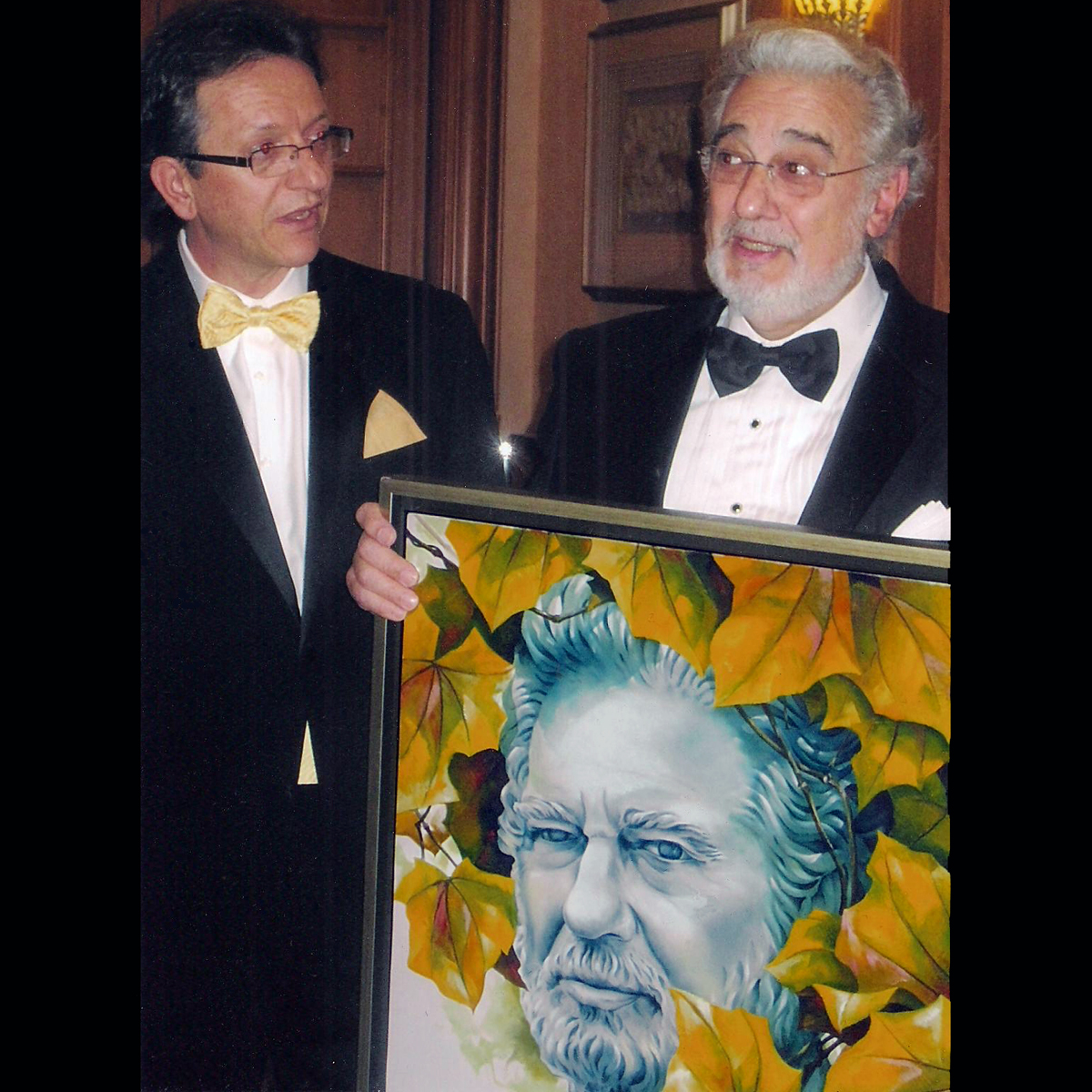
Grammy Latinos 2010 entrega obra de Carlos Fernández a Plácido Domingo.

La crítica ha destacado su fusión de figuración y abstracción y el uso de diversas técnicas, como el grabado y la pintura, incluso en una misma pieza. También la combinación de los colores y sus contrastes, junto al libre desarrollo de las figuras sobre el plano blanco, así como el mundo onírico lleno de optimismo que hay en sus obras.
El escritor Pablo Armando Fernández comentó: «En su mano señorea la luz. Luz que dibuja fiel a las características esenciales de las criaturas que él elige para acercarnos a mundos de virtud y belleza. Nada falta a la mano rigurosa que nos revela reinos de la naturaleza, donde aún la luz ejerce sus dominios».
Sus obras forman parte de colecciones públicas y privadas. Las más representativas de 1990 a 2022, han sido expuestas en museos y galerías de Cuba, Estados Unidos, Francia, Inglaterra, Irlanda, Italia, Dinamarca, Jamaica, Austria, Grecia, México, Japón, Chipre, España, Nicaragua y Martinica.  Sus proyectos de intervención del paisaje urbano y obras en espacios públicos se encuentran en: Sunny Isles Beach Access, Florida; Marina D'or, Castellón, España; Hotel Riviera y Hotel Florida, La Habana, Cuba y el colectivo Venice in the Gables, en Coral Gables, Florida.

### Galería

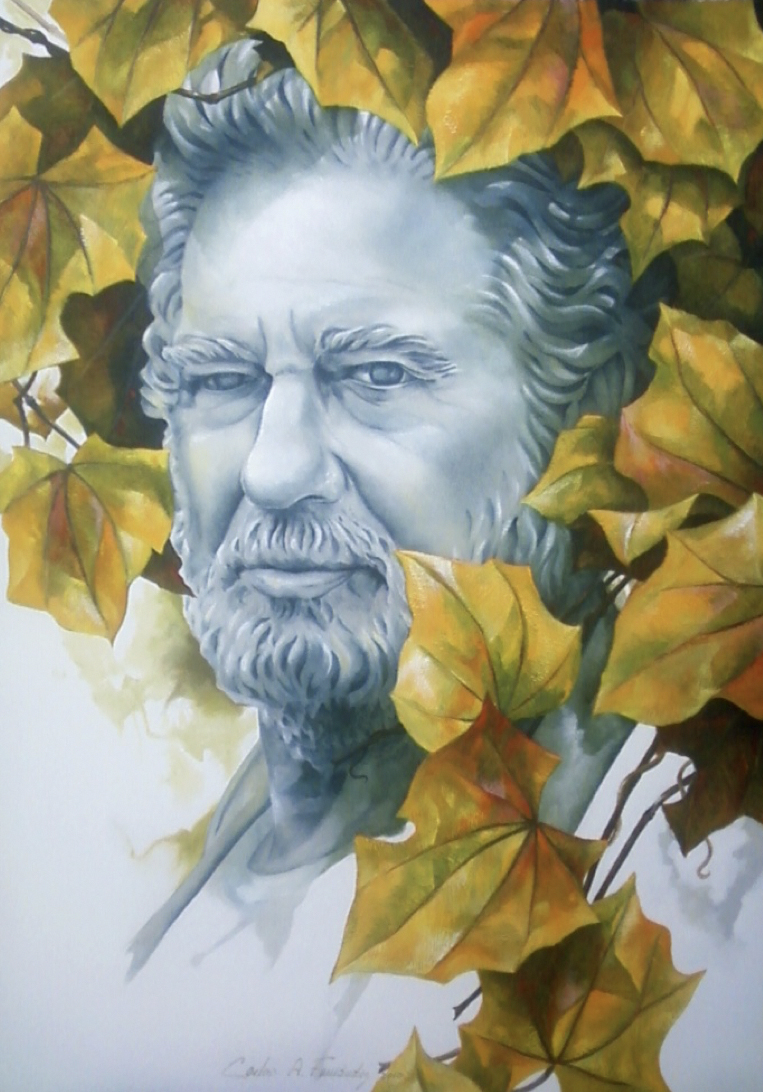
El Dios de la Música
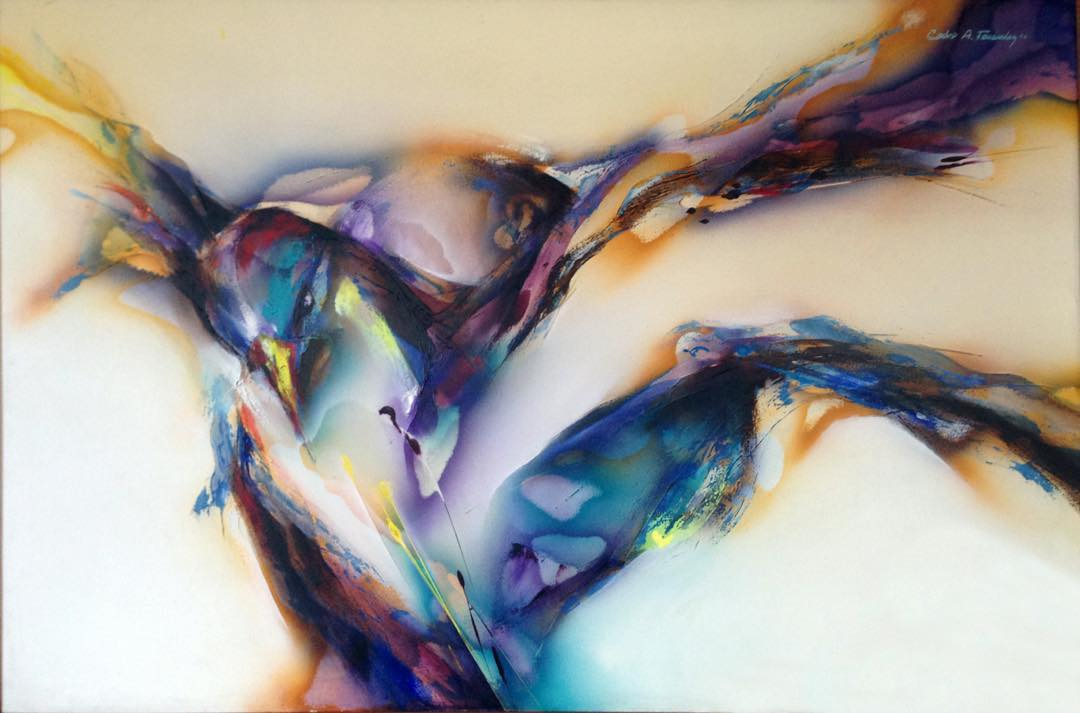
Presencia
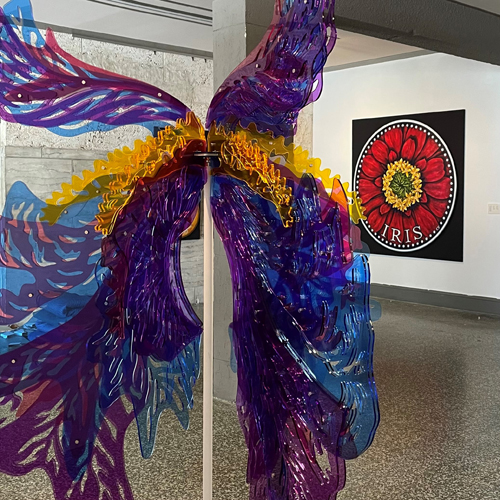
Primavera I
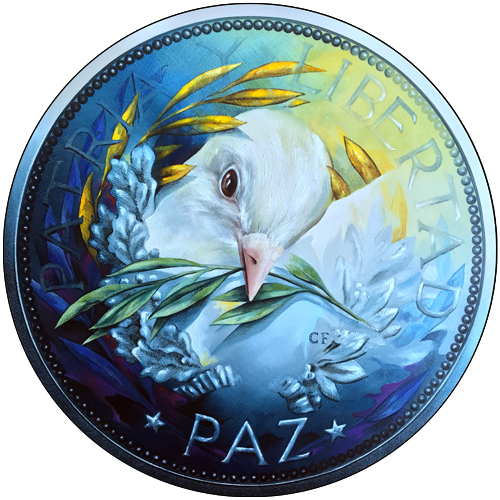
Paz / Belleza y Valor

## [1]Enlaces externos
- Sitio web oficial

- Datos: Q112249080

1. ↑  Piñera, Tony (16 de enero de 2024). «Carlos Alberto Fernández, hechizos visuales de mundos paralelos». Revista digital Arte por Excelencias (La Habana, Cuba).